# Neoseiulus pannuceus
Neoseiulus pannuceus är en spindeldjursart som beskrevs av John Stanley Beard 200. Neoseiulus pannuceus ingår i släktet Neoseiulus och familjen Phytoseiidae. Inga underarter finns listade i Catalogue of Life.